# Frank Elmore Ross
Frank Elmore Ross (2 tháng 4 năm 1874 - 21 tháng 9 năm 1960) là một nhà thiên văn học và nhà vật lí Mỹ. Ông sinh ra ở San Francisco, California và qua đời ở Altadena, California. Năm 1901 ông nhận bằng tiến sĩ từ Đại học California. Năm 1905, ông trở thành giám đốc của Đài thiên văn Latitude Quốc tế tại Gaithersburg, Maryland. Năm 1915, ông trở thành nhà vật lý cho Công ty Eastman Kodak ở Rochester, New York. Ông đã chấp nhận một vị trí tại Đài thiên văn Yerkes vào năm 1924 và làm việc cho đến khi nghỉ hưu năm 1939.
Tác phẩm quan trọng đầu tiên của ông là tính quỹ đạo đáng tin cậy đầu tiên của Mặt Trăng Phoebe vào năm 1905, và ông cũng tính quỹ đạo cho các vệ tinh của sao Mơ Himalia và Elara. Khi làm việc cho Eastman Kodak, ông đã điều tra nhũ tương nhiếp ảnh và thiết kế Ống kính góc rộng để sử dụng thiên văn.
Tại Đài thiên văn Yerkes, ông là người kế nhiệm EE Barnard muộn, kế thừa bộ sưu tập các tấm ảnh của Barnard. Ross quyết định lặp lại cùng một loạt các hình ảnh và so sánh kết quả với một bộ so sánh nhấp nháy. Khi làm như vậy, ông đã phát hiện ra 379 ngôi sao biến đổi mới và hơn 1000 ngôi sao chuyển động chính xác cao. Một số ngôi sao chuyển động chính xác cao xuất hiện khá gần, và nhiều ngôi sao này (như Ross 154) vẫn còn được biết đến rộng rãi bởi số catalog mà ông đưa cho họ.
Trong sự phản đối của sao Hỏa vào năm 1926, ông đã chụp ảnh hành tinh bằng các màu khác nhau, sử dụng kính thiên văn Mount Wilson 60 inch. Năm sau, anh lấy được những bức ảnh Cực tím của Sao Kim, lần đầu tiên cho thấy cấu trúc trong đám mây của nó.
Ross trên sao Hỏa được đặt theo tên của ông, và miệng núi lửa Ross trên Mặt trăng cùng tên và James Clark Ross. Ông được trao giải thưởng John Price Wetherill của Viện Franklin năm 1928